# Trojan (bedrijf)

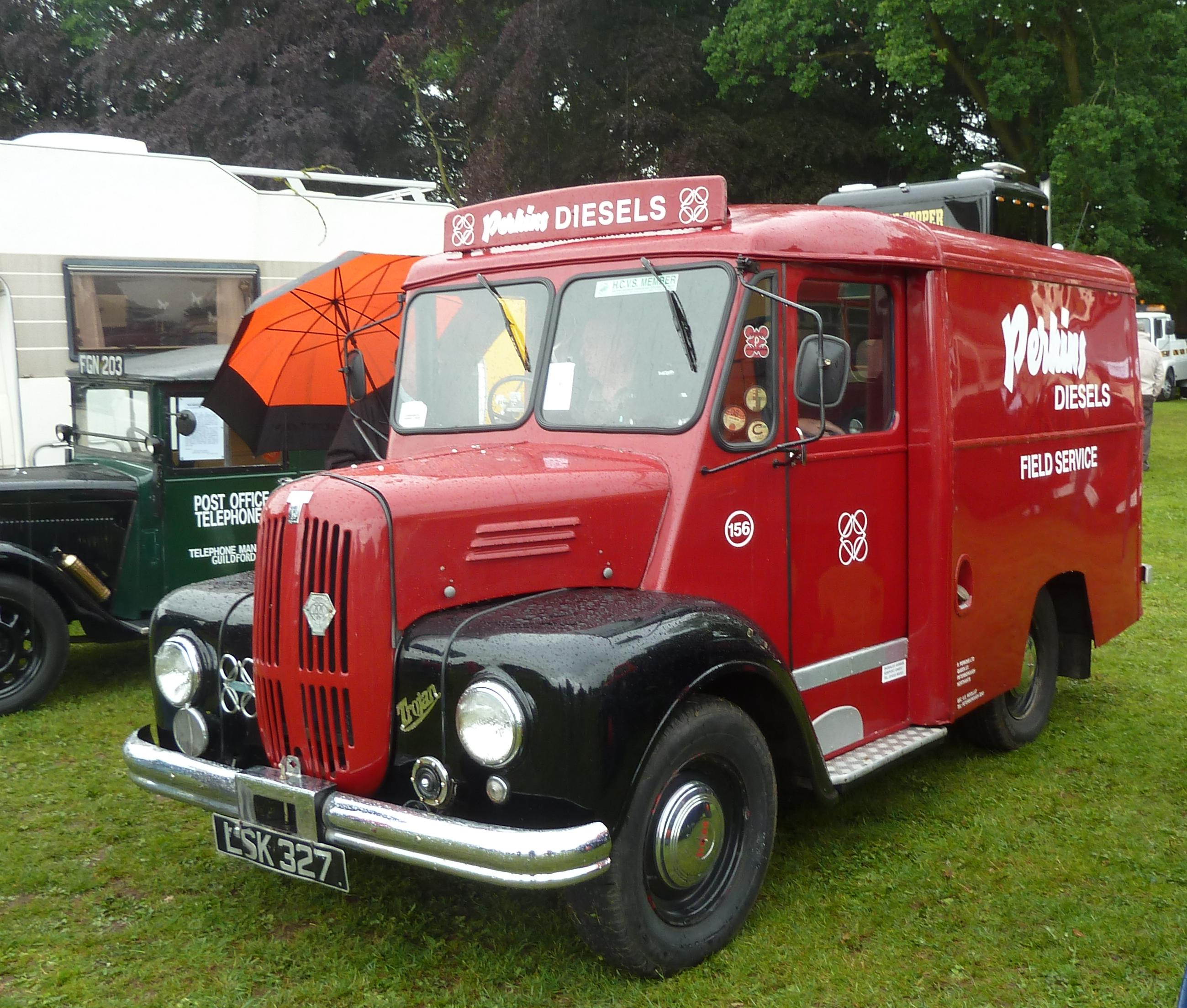
Trojan

Trojan is een historisch merk van auto's en kleine motorfietsen.
De bedrijfsnaam was: Trojan Ltd., Croydon, Londen.

## Mini Motor
Trojan was een Engels automerkmerk dat van 1947 tot 1957 de Italiaanse Mini Motor in licentie bouwde. Het werd een groot succes. Tot 1951 was Trojan waarschijnlijk marktleider in Engeland. Er waren toen 100.000 Mini Motors verkocht. Men bouwde het motortje ook als clip-on motor voor grasmaaiers en als buitenboordmotor. De Mini Motor was gemonteerd boven het achterwiel van een fiets en dreef dit via een rol aan.
Nadat de productie van de Mini Motor beëindigd was ging men de Trokart en de Trobike produceren.

## Trokart en Trobike
De Trobike was een soort miniscooter en werd verkocht als bouwpakket om de aankoopbelasting te omzeilen.
De Trojan Lambretta Group was ontstaan toen Trojan Ltd. in 1959 werd overgenomen door de consessiehouders van Lambretta Ltd. Die was toen al eigenaar van de Clinton Engine Corporation in Maquoketa (Iowa). Clinton produceerde motortjes voor grasmaaiers, motorzagen en generatoren.
Aan het einde van de jaren vijftig kwam de karting-rage over uit de Verenigde Staten doordat Amerikaanse militairen zelf karts maakten om mee te racen. De Clinton-motortjes waren daar heel geschikt voor. Trojan begon een eigen kart te leveren, de Trokart, met een 95cc-Clinton motor van 2,5 pk. De kart werd compleet verkocht, maar ook in onderdelen om de Britse Purchase Tax te omzeilen. De motor kostte slechts 25 pond en in 1963 waren er naar schatting al 10.000 verkocht in het Verenigd Koninkrijk en 250.000 in de USA.
De Trobike werd in juni 1960 gepresenteerd. Als bouwpakket kostte hij 29- tot 35 pond, afhankelijk van de uitvoering. Hij had een min of meer doosvormig buizenframe met zeer kleine 5 inch wielen, waar de remtrommeltjes maar nauwelijks in pasten. Het kettingtandwiel was bijna even groot als de achtervelg. De machine had geen vering en slechts één zitplaats. In november 1961 werd de productie beëndigd, nadat er naar schatting 500 à 600 Trobikes verkocht waren. De Trojan-fabriek had haar capaciteit nodig voor de productie van de Heinkel Kabine, die in licentie gebouwd werd.
- Library of Congress Control Number: nb2010029927
- Virtual International Authority File: 160396170